# Donim
Donim ist ein Ort und eine ehemalige Gemeinde (Freguesia) im Norden Portugals.
Donim gehört zum Kreis Guimarães im Distrikt Braga. Die Gemeinde hatte eine Fläche von 3,2 km² und 833 Einwohner (Stand 30. Juni 2011). Die Gemeinde ist nur gering urbanisiert.
Ein Teil der iberokeltischen Ruinenstadt Citânia de Briteiros befindet sich auf dem Gemeindegebiet.
Am 29. September 2013 wurden die Gemeinden Donim und Briteiros (Santo Estêvão) zur neuen Gemeinde União das Freguesias de Briteiros Santo Estêvão e Donim zusammengeschlossen.